# باتيست فاليى
باتيست فاليى (بالفرنسية: Baptiste Valette)‏ (1 سبتمبر 1992 بسيت في فرنسا - ) هو لاعب كرة قدم فرنسي في مركز حراسة المرمى. شارك مع منتخب فرنسا تحت 16 سنة لكرة القدم. أما مع النوادي، فقد لعب مع نادي سانت إتيان ونادي مونبلييه ونادي فيرتون.

## روابط خارجية
- باتيست فاليى على موقع رابطة كرة القدم الفرنسية للمحترفين (الإنجليزية)
- باتيست فاليى على موقع قاعدة بيانات كرة القدم.إي يو (الإنجليزية)
- باتيست فاليى على موقع ليكيب (الفرنسية)
- باتيست فاليى على موقع Soccerway.com (الإنجليزية)
- باتيست فاليى على موقع AS.com (الإسبانية)